# Jiří Kantůrek
Jiří Kantůrek (13. března 1932 Písek – 2. července 1998 Praha) byl český disident, televizní publicista, novinář a v letech 1990–1992 poslední ústřední ředitel Československé televize.
Před rokem 1968 pracoval v Československé televizi a jeho jméno je spojeno s řadu populárních pořadů tehdejší doby (Věc veřejná, Tváří v tvář, Jsme s vámi – buďte s námi). Podílel se jak na protiokupačním televizním vysílání po 21. srpnu 1968, tak na pořadu televizních komentátorů po smrti Jana Palacha. Proto byl vyloučen z KSČ a počátkem roku 1970 musel z televize odejít.
Jeho ženou byla prozaička a scenáristka Eva Kantůrková.

## Život
Jiří Kantůrek se narodil 13. března 1932 v Písku. Vystudoval střední průmyslovou školu chemickou a dálkově Filozofickou fakultu Univerzity Karlovy.

### Před rokem 1989
Vstoupil do KSČ a do poloviny šedesátých let pracoval v různých politických funkcích i manuálních profesích. Mimo jiné působil i jako předseda celozávodního výboru KSČ ve Strašnických gumárnách. Dále pracoval v průmyslovém oddělení Městského výboru KSČ v Praze a v období let 1963 až 1966 v aparátu Ústředního výboru KSČ v Praze jako osobní politický tajemník Antonína Kapka, kandidáta předsednictva ÚV KSČ.
V letech 1964 až 1967 působil Jiří Kantůrek jako redaktor týdeníku Kulturní tvorba, kde se věnoval vnitropolitickým tématům – zejména ideologickým, sociologickým a ekonomickým.
Koncem 60. let působil v redakci publicistiky a dokumentaristiky Československé televize. Jeho televizní besedy z cyklu Věc veřejná, které se vysílaly před rokem 1968, náležejí k vrcholům reformní televizní publicistiky a ilustrují počínající celospolečenské oživení. Mezi jeden z posledních nezávislých pořadů z 21. srpna 1968 patří popis cesty po okupované zemi právě od Jiřího Kantůrka. Po okupaci Československa vojsky Varšavské smlouvy se podílel na vysílání Československé televize z náhradního studia v kinu Skaut.
V roce 1970 byl z televize propuštěn a nemohl vykonávat novinářskou profesi. Byl to trest za jeho odmítavý postoj k okupaci Československa armádami Varšavské smlouvy. Až do konce osmdesátých let pracoval v různých stavebních a projektových organizacích.
Současně se věnoval práci v nezávislých občanských i mediálních iniciativách. Byl šéfredaktorem opozičního časopisu Alternativa, který vydávalo Hnutí za občanskou svobodu. Spolupracoval s rozhlasovými stanicemi Svobodná Evropa a Hlas Ameriky.
Od roku 1987 se podílel na využití tehdy nové technologie videa pro disent, neboť se v českých domácnostech začaly šířit videopřehrávače. Vznikl Originální videojournal, který využíval videokamery umístěné v ulicích a natočené záběry zpracovával v profesionálních studiích. Mezi lidmi, spojenými s jeho začátky, byl právě Jiří Kantůrek.

### Po roce 1989
V roce 1989 se Jiří Kantůrek angažoval v předrevolučních aktivitách. Poslal telefonickou zprávu rozhlasové stanici Svobodná Evropa v červenci 1989, vystoupil na demonstraci 23. listopadu a moderoval demonstraci 27. listopadu 1989.
Po listopadu 1989 se stal televizním mluvčím Občanského fóra. Moderoval některé mítinky Občanského fóra v listopadu a prosinci 1989 a nadále spolupracoval s Hlasem Ameriky a Svobodnou Evropou.
V lednu 1990 se vrátil do Československé televize, v březnu 1990 se stal jejím ústřední ředitelem a tuto funkci vykonával až do rozpadu Československa v prosinci 1992 a zániku Československé televize.
V roce 1994 vstoupil do ČSSD a převzal od spisovatele Václava Erbena funkci tiskového mluvčího. Na sklonku života pracoval jako poradce jejího tehdejšího předsedy Miloše Zemana.
Dvakrát se neúspěšně pokusil o dráhu politika. V červnu 1996 kandidoval v Praze do Poslanecké sněmovny a na podzim 1996 kandidoval na Rychnovsku do Senátu. V obou případech neuspěl.
Zemřel 2. července 1998 v 66 letech na rakovinu.